# Jamie Kennedy
Jamie Kennedy, właśc. James Harvey Kennedy (ur. 25 maja 1970 w Upper Darby) – amerykański aktor, scenarzysta i producent filmowy i telewizyjny, występujący głównie w komediach. Posiadał autorski program telewizyjny pt. The Jamie Kennedy Experiment.

## Życiorys

### Wczesne lata
Urodził się w Upper Darby w stanie Pensylwania w rodzinie rzymskokatolickiej jako najmłodszy z sześciorga dzieci maszynisty i księgowej. Jego rodzina miała pochodzenie irlandzkie. Ma jednego brata i cztery siostry. Kiedy miał 10 lat, zdiagnozowano u niego wrodzony blok serca, a w wieku 14 lat wstawiono mu rozrusznik. W 1988 roku został absolwentem Monsignor Bonner High School w Drexel Hill, w stanie Pensylwania. Uczęszczał przez jeden semestr do Delaware County Community College. Spędził także lato w British American Drama Academy.

### Kariera
Mając piętnaście lat zainteresował się aktorstwem i rozpoczął karierę w Hollywood. Zadebiutował w dramacie Petera Weira Stowarzyszenie Umarłych Poetów (Dead Poets Society, 1989) z Robinem Williamsem i Ethanem Hawkiem. Następnie trafił na mały ekran w sitcomach: NBC Kalifornijskie marzenia (California Dreams, 1994), Warner Bros. Niestety (Unhappily Ever After, 1995) i ABC Ellen (1995) z Ellen DeGeneres.
Przełomem w jego karierze okazała się rola Randy’ego Meeksa, pracownika wypożyczalni kaset wideo, który cudem uniknął śmierci z rąk maniakalnych morderców w slasherze Wesa Cravena Krzyk (Scream, 1996), jednak w sequelu Krzyk 2 (Scream 2, 1997) już jako student szkoły filmowej zostaje uśmiercony; za występ w drugiej części otrzymał nagrodę Blockbuster Entertainment. W trzeciej części Krzyk 3 (Scream 3, 2000) pojawia się pośmiertnie na kasecie wideo.

## Filmografia

### Filmy fabularne
- 1989: Stowarzyszenie Umarłych Poetów (Dead Poets Society)
- 1996: Krzyk (Scream) jako Randy Meeks
- 1996: Romeo i Julia (Romeo + Juliet) jako Sampson
- 1997: Lepiej być nie może (As Good as It Gets) jako uliczny energiczny człowiek
- 1997: Krzyk 2 (Scream 2) jako Randy Meeks
- 1997: Urzędowanie (Clockwatchers) jako Eddie
- 1997: Na skraju niewinności (On the Edge of Innocence) jako Luke Canby
- 1997: Iskierka (Sparkler) jako Trent
- 1998: Przypadkowy pasażer (The Pass) jako Jim Banks
- 1998: Wróg publiczny (Enemy of the State) jako Jamie Williams
- 1999: Wielka heca Bowfingera (Bowfinger) jako Dave
- 1999: Złoto pustyni (Three Kings) jako Walter Wogaman
- 2000: Krzyk 3 (Scream 3) jako Randy Meeks
- 2000: Ryzyko (Boiler Room) jako Adam
- 2000: Przynęta (Bait) jako Agent Blum
- 2000: Specjalni (The Specials) jako Amok
- 2001: Wielka misja Maxa Keeble’a (Max Keeble’s Big Move) jako Zły człowiek od lodów
- 2001: Jay i Cichy Bob kontratakują (Jay and Silent Bob Strike Back) jako asystent Chaki
- 2001: Punkt widzenia (P.O.V.) jako Poets SF
- 2001: Dr Dolittle 2 (Dr. Dolittle 2) jako bandyta, Leśne zwierzę (głos)
- 2002: Robak (Bug) jako Dwight
- 2003: Raperzy z Malibu (Malibu’s Most Wanted) jako B-rad
- 2004: O dwóch takich, co poszli w miasto (Harold & Kumar Go to White Castle) jako Dziwny mężczyzna
- 2005: Dziedzic maski (Son of the Mask) jako Maska
- 2007: Stare, ale jare (Kickin’ It Old Skool) jako Justin Schumacher
- 2008-2010: Zaklinacz dusz (Ghost Whisperer) jako wykładowca psychologii Eli
- 2008: Następny krok (Extreme Movie) jako Mateus
- 2009: Odnaleziona rozkosz (Finding Bliss) jako Richard ‘Dick’ Harder
- 2011: Kawiarenka (Café) jako Diler
- 2012: Prawie bezprawie (Bending the Rules) jako Theo Gold
- 2012: Dobre uczynki (Good Deeds) jako Mark Freeze
- 2013: Walka o dom (4Closed) jako Forrest Hayes
- 2014: Bolesna przeszłość (Nowhere Safe) jako Kevin Carlisle
- 2014: Macki Trójkąta Bermudzkiego (Bermuda Tentacles) jako Dr Zimmer
- 2014: Igrzyska na kacu (The Hungover Games) jako Tylkomitch / Tim Pistol / Willy Wanker
- 2015: Wstrząsy 5: Więzy krwi (Tremors 5: Bloodlines) jako Travis Welker
- 2015: Zabójcza plaża (The Sand) jako Alex
- 2016: Małe dzikusy (Little Savages) jako Fritz
- 2016: Noc duchów: Nawiedzony dom (Mostly Ghostly 3: One Night in Doom House) jako Simon Drake
- 2017: Droga do sławy (Walk of Fame) jako Hugo
- 2018: Sieć podejrzeń (Spinning Man) jako Ross
- 2018: Wyprawa z dziadkiem (Surviving the Wild) jako Kristopher
- 2018: Wstrząsy: Zimny dzień w piekle (Tremors: A Cold Day in Hell) jako Travis B. Welker
- 2021: Wyrok na niewinnych (Roe v. Wade) jako Larry Lader
- 2021: Stara wiara (Last Call) jako Whitey

### Reality show
- 2003: W domu u... (MTV Cribs)